# لکسگارد
لکسگارد (به آلمانی: Lexgaard) یک شهر در آلمان است که در نوردفرایسلند واقع شده‌است.
 لکسگارد  ۶۱ نفر جمعیت دارد.